# Baltasar Brum (Uruguay)
Baltasar Brum è un comune dell'Uruguay di 2.608 abitanti (censimento 2011), a sud-ovest del dipartimento di Artigas.
La città di Baltasar Brum, unico centro abitato del comune, prende il nome dall'ex presidente uruguaiano.

## Geografia fisica
Baltasar Brum è situato a sud della catena montuosa di Belén, accanto alle sorgenti dei fiumi las Pavas e Palma Sola Grande.

## Storia
Il centro abitato di Baltasar Brum, originariamente denominato Isla Cabellos, nel 1932 venne elevato allo status di "Pueblo" tramite la legge n. 8.907 del 1º novembre di quell'anno con il nome di Cabellos. Il 4 gennaio 1956 tramite la legge n. 12.266 assume il nome attuale in omaggio all'ex presidente uruguayano Baltasar Brum.
Il 15 marzo 2010, tramite la legge n. 18653 in ottemperanza a quanto previsto dalla legge n. 18567 che prevedeva l'istituzione di comuni in tutti gli insediamenti con 2000 o più abitanti, viene istituito il comune di Baltasar Brum, con sede nell'omonimo centro abitato.

## Economia
L'attività predominante è l'allevamento di bovini ed ovini, seguito dalla coltivazione del riso. La tosatura delle pecore, in particolare, è una mansione che occupa buona parte dei lavoratori rurali della zona.

## Infrastrutture e trasporti
La città di Baltasar Brum sorge nel punto in cui la linea ferroviaria di Montevideo, ora in disuso, si biforca nelle direzioni di Bella Unión e Artigas, al km 701.
Comunica con le altre città del dipartimento tramite una via secondaria alla Strada 30, mentre con il resto del Paese è collegata tramite un'altra via che passando per le terme di Arapey si ricollega alla Strada 3.

## Amministrazione
| Periodo          | Periodo          | Primo cittadino           | Partito           | Carica  | Note |
| ---------------- | ---------------- | ------------------------- | ----------------- | ------- | ---- |
| 9 luglio 2010    | 8 luglio 2015    | José Lachaise             | Partito Nazionale | Sindaco |      |
| 9 luglio 2015    | 26 novembre 2020 | Juan Carlos Martinicorena | Partito Nazionale | Sindaco |      |
| 27 novembre 2020 | in carica        | Juan Carlos Martinicorena | Partito Nazionale | Sindaco |      |